# Todi pestrý
Todi pestrý (Todus multicolor) je endemický pták z čeledi todiovitých vyskytující se na Kubě.

## Popis
Jeho peří hraje barvami kubánské vlajky. Dorůstá délky jedenáct až dvanáct centimetrů. Váží čtrnáct až dvacet gramů.

## Potrava
Živí se hmyzem (zejména včelami, vosami, vážkami, brouky a motýly), ale také mláďaty ještěrek a dalšími malými živočichy. Pohlavně dospívají v jednom až dvou letech.

## Rozmnožování
Hnízdí jednou ročně od května až do června. Snáší dvě až čtyři kulovitá a bílá vejce, ze kterých se po dvaceti dnech líhnou mláďata. Mláďata se vyvíjejí dvacet jedna dní. Vyluzuje drsné švitoření "čirek-čirek,,. Je teritoriální. Není dosud ohrožen. Jeho indiánské jméno cartacuba v překladu znamená mapa Kuby.